# Georgia Adderley
Pour les articles homonymes, voir Adderley (homonymie).
Georgia Adderley, née le 8 janvier 2001 à Édimbourg, est une joueuse professionnelle de squash représentant l'Écosse. Elle atteint le 22e rang mondial en avril 2025, son meilleur classement. Elle est multiple championne d'Écosse entre 2020 et 2025.

## Palmarès

### Titres
- Championnats d'Écosse : 4 titres (2017, 2022, 2024, 2025[2])